# Melanie Thornton
Melanie Janene Thornton, född 13 maj 1967 i Charleston, South Carolina, död 24 november 2001 i Bassersdorf, Schweiz, var en amerikansk pop- och dancesångerska. Hon var mest känd som medlem i eurodancegruppen La Bouche tillsammans med den amerikanske rapparen Lane McCray mellan åren 1994 och 2001. Tillsammans så fick de två hittar med låtarna "Be My Lover" och "Sweet Dreams", släppta 1994 respektive 1995. Thornton hade även en solokarriär efter att ha lämnat gruppen och hann före sin död 2001 släppa låtarna "Love How You Love Me", "Heartbeat" och "Wonderful Dream (Holidays are Coming)".
Kort efter ett uppträdande i Leipzig på natten den 24 november 2001, två dagar innan Thorntons soloalbum skulle släppas, var hon med om en flygolycka på flyget Crossair Flight 3597 i Bassersdorf utanför Zürich där hon och 23 andra passagerare miste livet när en British Aerospace BAe 146. Vid samma olycka omkom även två medlemmar av popgruppen Passion Fruit, Maria Serrano-Serrano och Nathaly van het Ende. Hon ligger idag begravd i Mount Pleasant, South Carolina, där hon även är uppvuxen.